# Lenin-Stadion (Chabarowsk)
Das Lenin-Stadion (russisch Стадион имени Ленина, Stadion imeni Lenina) ist ein Fußballstadion mit Leichtathletikanlage in der russischen Stadt Chabarowsk, im Osten des Landes. Die Anlage wurde in einem Park am Ufer des großen Flusses Amur errichtet. Es ist die Heimspielstätte des Fußballvereins SKA-Energija Chabarowsk. Auf den nahezu unüberdachten Rängen bieten sich 15.200 Sitzplätze.

## Geschichte
Das Stadion wurde 1956 auf Anordnung von Marschall Rodion Jakowlewitsch Malinowski erbaut. Es erhielt den Namen von Wladimir Iljitsch Lenin. Im Hinblick auf die Bandy-Weltmeisterschaft 1981 wurde die Anlage 1979 erstmals renoviert. Zu dieser Zeit bot das Lenin-Stadion 22.000 Zuschauerplätze. Am 20. November 1982 kam es im Stadion bei einem Eishockeyspiel zu einem Unglück, bei dem 18 Menschen starben. In das gefüllte Stadion drängten weitere Zuschauer nach und stiegen u. a. über die Sicherheitszäune, was zur Katastrophe führte. Jährlich treffen sich Fans an der Osttribüne des Stadions zum Gedenken.
Im August 2002 wurde das Spielfeld mit einem Kunstrasen ausgestattet. Die nächsten größeren Umbaumaßnahmen fanden 2003 statt. Das Stadion wurde den Anforderungen der Liga angepasst. Es wurden die alten Holzbänke von den Rängen entfernt und durch rote und blaue Kunststoffsitze, die Vereinsfarben des SKA-Energija Chabarowsk, ersetzt. Durch den Einbau der Sitze verringerte das Platzangebot auf 15.200. Der Kunstrasenbelag wurde mit einer Rasenheizung unterlegt. Eine neue Beschallungsanlage wurde 2008 installiert. 2015 kam eine neue elektronische Anzeigetafel hinzu. Mit dem Aufstieg in die Premjer-Liga 2017/18 wurden weitere Arbeiten an der Spielstätte durchgeführt. Die Zuschauereingänge wurden mit Drehkreuzanlagen ausgestattet und die Scheinwerfer an allen vier Masten der Flutlichtanlage erneuert. Des Weiteren bekam das Spielfeld ein neues künstliches Grün. Es wurden neue Trainer- und Ersatzbänke aufgestellt und die Pressetribüne renoviert.

## Galerie

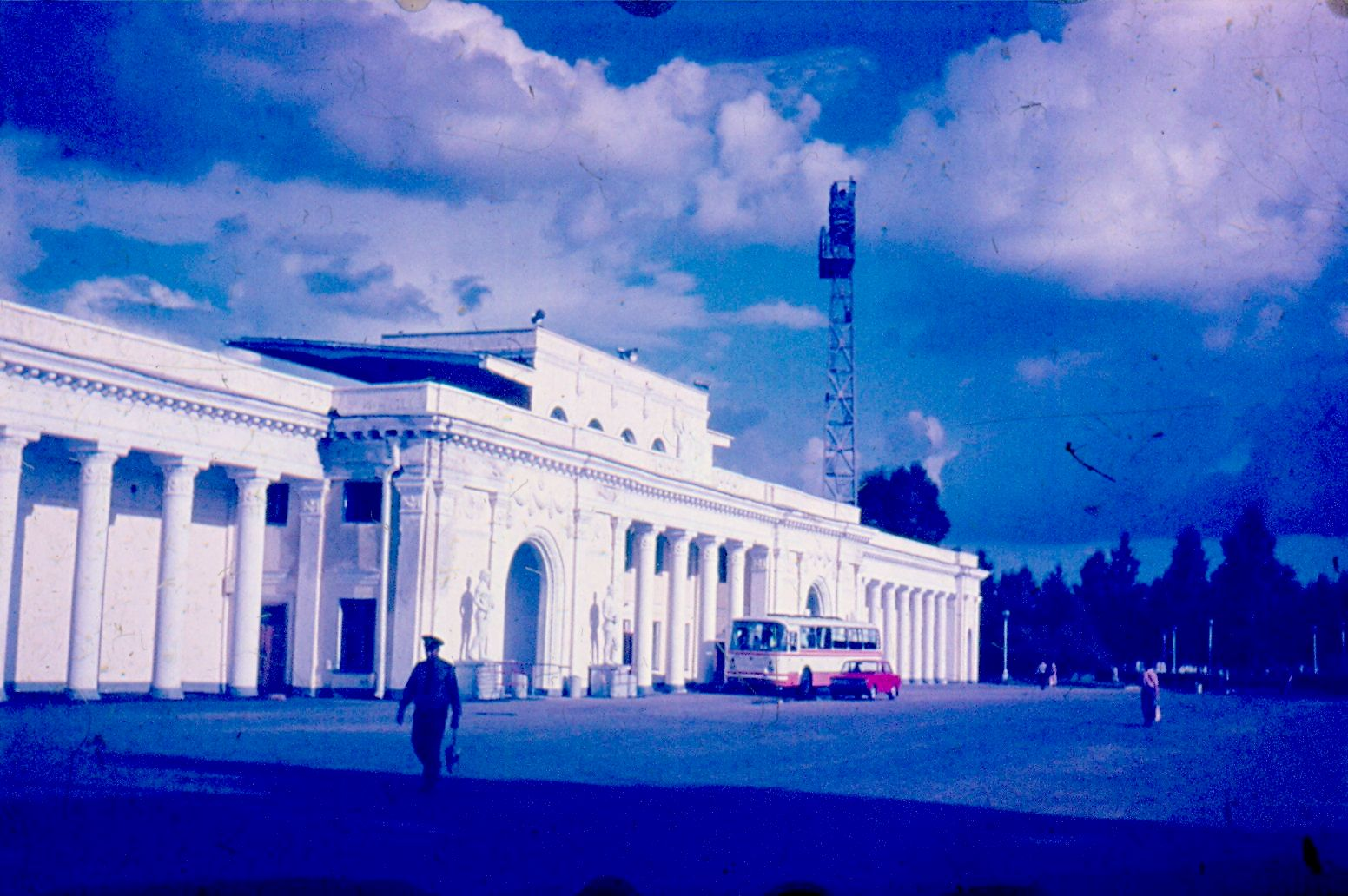
Das Stadion im Sommer 1980
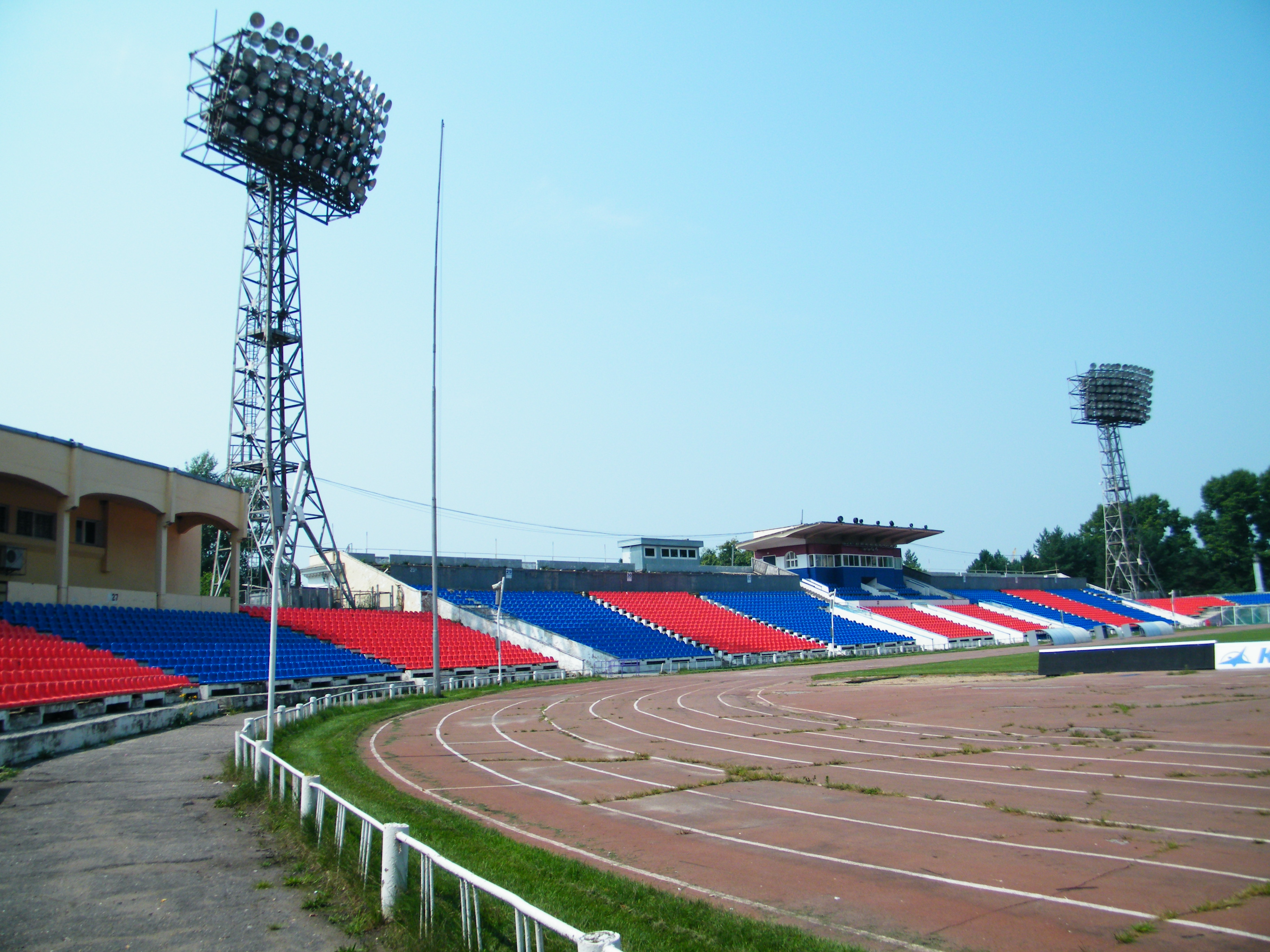
Der Innenraum des Lenin-Stadions (2012)
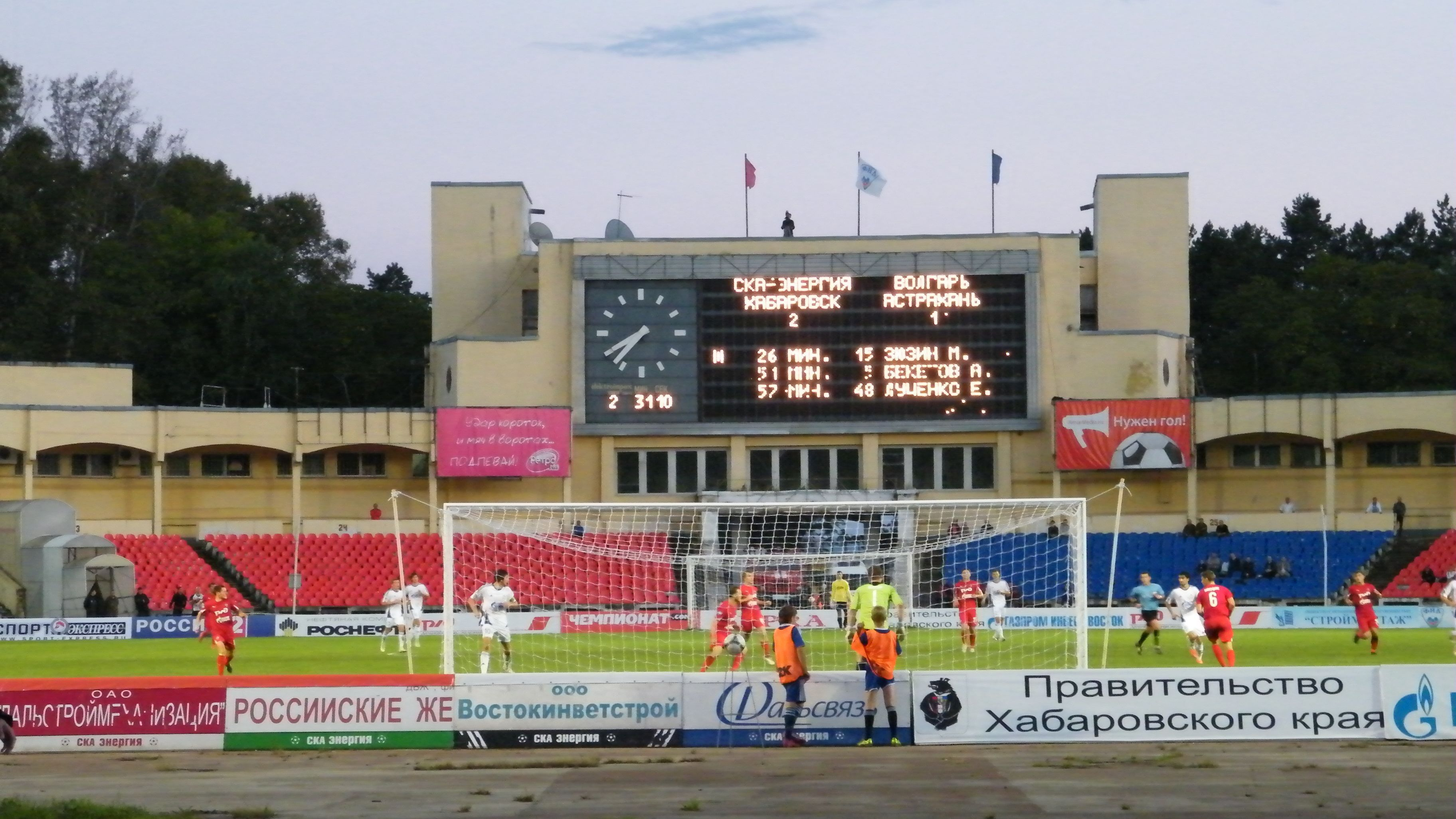
Spiel zwischen SKA-Energija Chabarowsk und Wolgar-Gasprom Astrachan am 6. September 2012
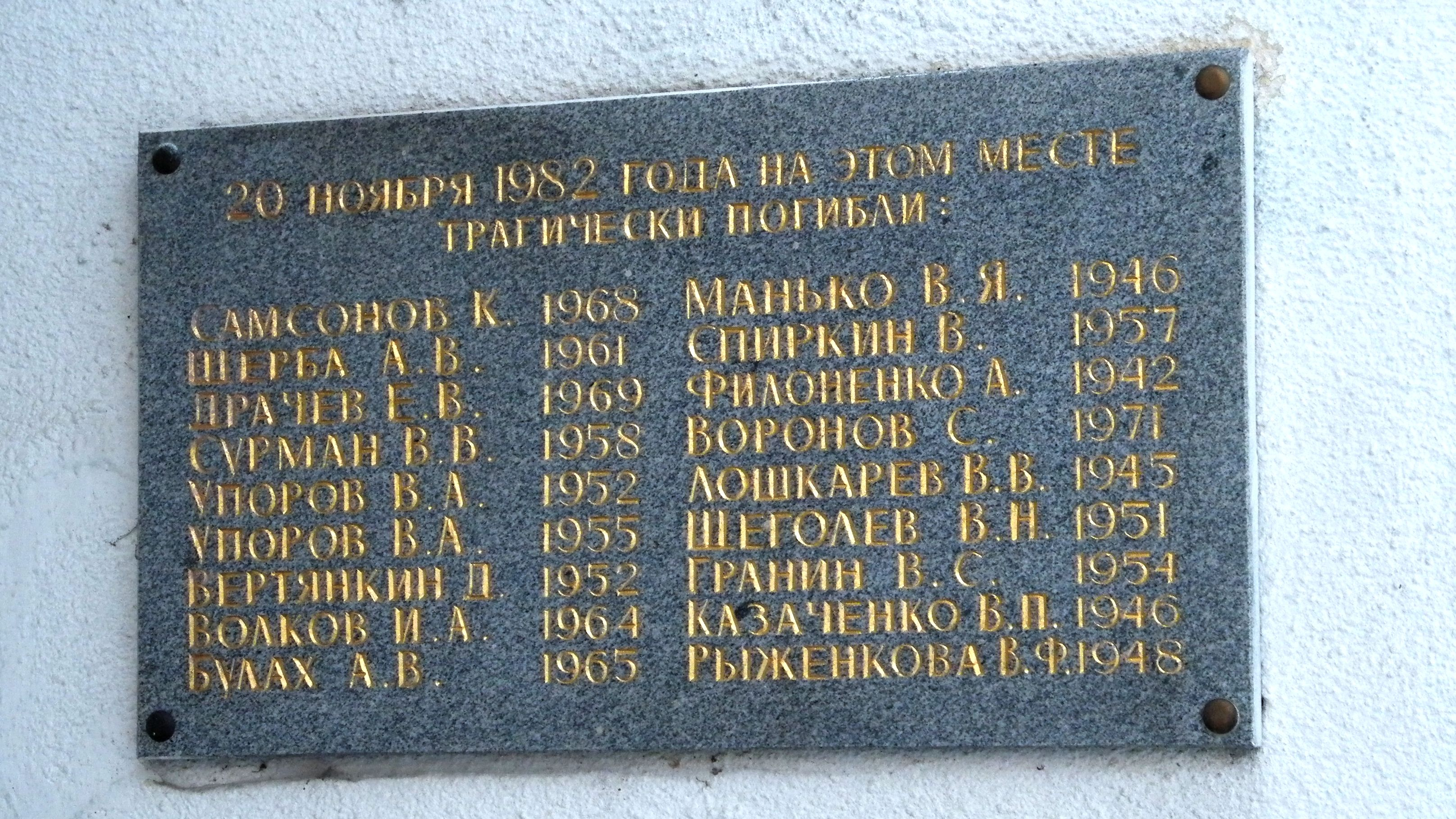
Gedenktafel am Stadion für die am 20. November 1982 ums Leben gekommenen Menschen (2012)